# Louis C.K.
Louis A. Székely (művésznevén Louis CK vagy Louis C.K.) (Washington, 1967. szeptember 12. –) háromszoros Grammy- és hatszoros Primetime Emmy-díjas amerikai humorista, szerkesztő, író, producer, rendező, stand-up előadó, színész. Munkáiban életközeli, realisztikusan nyers (de nem közönséges) kifejezésmód, kíméletlen szókimondással támogatott kegyetlen profizmus jellemzi.

## Származása
Louis apja, Luis, Mexikóban született, apai nagyapja magyar zsidó bevándorló volt, nagyanyja spanyol és indián származású mexikói katolikus. Louis anyja, Mary Louise Székely, ír származású, amerikai születésű. Louis szülei a Harvard Egyetemen ismerkedtek meg. Apja közgazdász, anyja számítógép programozó volt.  Születése után hétéves koráig a családja Mexikóvárosban élt, akkor telepedtek át Massachusettsbe.
Nevét az eredeti Székelyről fiatalon megváltoztatta, mert gyakran problémás volt az eredeti forma kiejtését újra és újra magyarázni. Anyanyelve a spanyol.

## Filmjei
- - Trumbo Arlen Hird szerepében 2015
- - Louis C.K.: Óh, istenem! (Louis C.K.: Oh My God)ügyvezető producer, forgatókönyvíró, rendező, önmaga, vágó 2013
- - Amerikai botrány (American Hustle) Stoddard Thorsen 2013
- - Blue Jasmine színész 2013
- - Louie sorozat Louie 2010-től
- - Lódító hódító (The Invention of Lying) Greg 2009
- - Largo (önmaga) 2008
- - Csökkent képesség (Diminished Capacity) Stan 2008
- - Vad vakáció (Welcome Home, Roscoe Jenkins) Marty 2008
- - Louis C.K.: Szégyentelen (Louis C.K.: Shameless) ügyvezető producer, forgatókönyvíró, önmaga 2007
- - A nőmre hajtok (I Think I Love My Wife) forgatókönyvíró 2007
- - Lucky Louie Louie 2006
- - Pootie Tang forgatókönyvíró, rendező, társproducer 2001
- - Mennyé' má' (Down to Earth)forgatókönyvíró 2001

## További információ
- Hivatalos oldal
- Louis C.K. a PORT.hu-n (magyarul)
- Louis C.K. az Internetes Szinkronadatbázisban (magyarul)
- Louis C.K. az Internet Movie Database-ben (angolul)
- Louis C.K. a Rotten Tomatoeson (angolul)